# Жук, Владимир Николаевич
Влади́мир Никола́евич Жук (укр. Володимир Миколайович Жук; род. 30 мая 1986, Запорожье, СССР) — украинский футболист, вратарь
Воспитанник ДЮСШ «Торпедо» (Запорожье) и СДЮШОР «Металлург» (Запорожье). Первый тренер — Алексей Корецкий. Совершенствовал мастерство под руководством Анатолия Василеги и Николая Раздобудько. Выступал за «Металлург-2» и молодёжную команду. В основном составе дебютировал 19 октября 2008 года в гостевом матче с «Ворсклой» (1:1). Привлекался в юношескую и молодёжную сборные Украины.